# 辽怀陵
怀陵是中国辽朝辽太宗、辽穆宗父子的陵园。
位于怀州城址北约六公里（今内蒙古巴林右旗岗岗庙村北床金沟），属于赛汗山余脉，南北走向，陵中山势陡峻，三面环山，溪流不绝。西南注入床金河。中间以石墙分为内外陵区，沟北内陵区台地，为陵墓、祭殿所在地。
大同元年（947年），辽太宗死后葬在此地，在附近设置怀州奉陵军。应历十九年（969年），其子辽穆宗死后也祔葬于此。1976年，昭乌达盟文物站苏赫、巴林右旗文化馆韩仁信发现。地宫塌陷，早已被盗。尚存七段石墙。外陵区有殿基址二座，地面有散落的大量砖瓦，内陵区分布两座陵墓，墓前有祭殿遗址，存汉白玉莲花纹柱础一处。
2001年6月25日公布为第五批全国重点文物保护单位。